# Vieux pont des Ouillères
Le vieux pont des Ouillères, appelé parfois le vieux pont de la Vallée, est un pont en arc situé à l'ancienne entrée sud-est de la commune de Mervent, en Vendée.
Il est classé comme monument historique depuis le 18 octobre 1910.

## Description

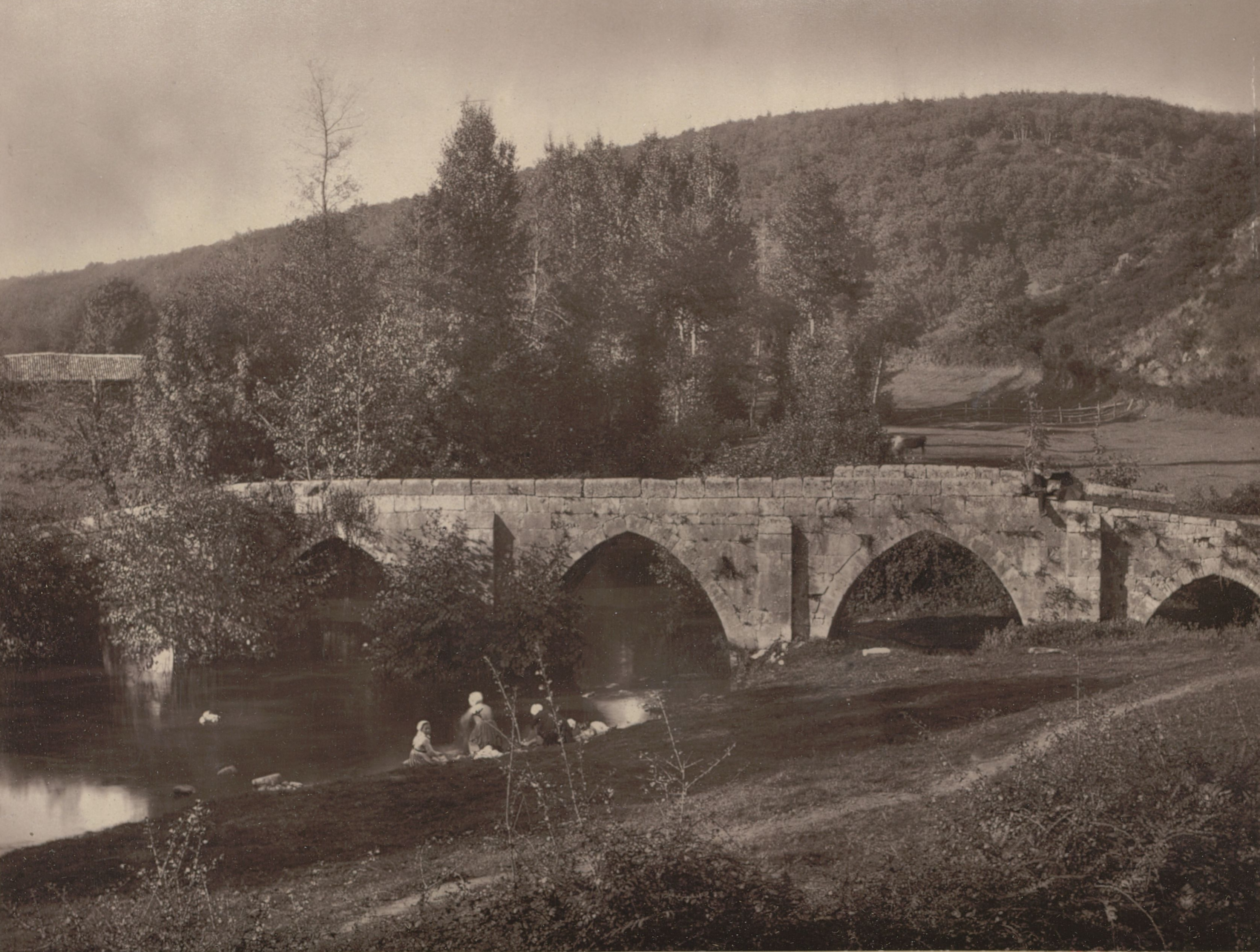
Le pont des Ouillères à la fin du XIXe siècle, photographié par Jules Robuchon.

Érigé au XIIIe siècle ou XVe siècle à l'emplacement d'un ancien gué, le pont des Ouillères est construit avec des moëllons et est composé de cinq arches inégales. C'est la seule voie d'accès au bourg de Mervent par le côté est avant que le nouveau pont de la Vallée soit construit.
Immergé sous les eaux de la rivière Mère depuis 1956 à la suite de la construction du barrage de Mervent, le vieux pont réapparaît uniquement lorsque la retenue d'eau est vidangée. Avant la mise en eau, un projet de déplacement du pont sur la commune voisine de Vouvant a été proposé avant d'être refusé par la municipalité de Mervent. Le parapet du vieux pont a aujourd'hui complètement disparu.
Une demande de déplacement du pont, qui a été refusée, est effectuée en 1976 dans le but d'en garantir sa sauvegarde.
Une légende locale rapporte que le diable, alors épuisé, se serait assis sur une pierre en aval du pont et y aurait laissé une empreinte.